# Don't Rush
"Don't Rush" es una canción de la artista pop estadounidense Kelly Clarkson, de su primer álbum de grandes éxitos, Greatest Hits – Chapter One (2012). La canción fue lanzada como el segundo sencillo del álbum de grandes éxitos por RCA Records. También es una de las tres canciones recién grabadas para la compilación. Escrita por Blu Sanders, Natalie Hemby y Lindsay Chapman, y producida por Dann Huff, cuenta con el cantante de música country Vince Gill en los coros. La canción se estrenó en la estación de radio WSIX-FM el 29 de octubre de 2012 y estuvo disponible para su compra en la tienda iTunes al día siguiente. Se envió oficialmente a las estaciones de radio country el 15 de noviembre de 2012. Musicalmente, "Don't Rush" es una canción country con influencias de country soul y rock suave. Es el segundo sencillo country de Clarkson como acto principal.
"Don't Rush" recibió elogios de los críticos musicales que elogiaron su producción por resonar con el sonido de las canciones country de principios de los años setenta y ochenta. A pesar de eso, algunos críticos sintieron que la canción no es tan poderosa como "Don't You Wanna Stay", el dúo country de Clarkson con Jason Aldean. Fue nominado a varios premios de la industria de la música, incluida una nominación al premio Grammy a la mejor interpretación de dúo/grupo country en la 56.ª entrega de los Premios Grammy. Comercialmente, el sencillo disfrutó de un éxito moderado en los Estados Unidos, alcanzando el puesto 23 en Hot Country Songs y el puesto 87 en el Hot 100 de Billboard. Es la quinta entrada de Clarkson en las listas country y el mayor éxito country de Gill desde "The Reason Why". " en 2006. La primera presentación en vivo de la canción fue en la 46.ª entrega anual de los premios de la Asociación de Música Country el 1 de noviembre de 2012. El video musical que acompaña a la canción está compuesto por imágenes en vivo de los premios de la Asociación de Música Country que fue dirigido por Paul Miller.

## Antecedentes y lanzamiento
"Don't Rush" fue escrita originalmente por Natalie Hemby y Blu Sanders en 2008. La idea de escribir la canción vino de Hemby. Ella explicó: "Mi amigo Blu Sanders y yo estábamos juntos, y él dice: '¿Alguna vez conociste a Lindsay Champan?'. Y yo dije: '¡No!'. Básicamente, él dijo: '¿Por qué no escribimos con ella? Ella tiene una voz de R&B absolutamente hermosa'. Él dijo: 'Reunámonos y veamos qué podemos desarrollar'. Hemby también admitió que la canción fue escrita para Lindsay Chapman porque el género de la canción encajaba con la dirección musical de Chapman en ese momento. Ella agregó: "Tenía una sensación de Al Green-ish con una especie de ambiente de retroceso de los 70, y eso es lo que buscábamos con su sonido". Una vez que se completó la colaboración, la canción nunca se grabó y Hemby dijo que "simplemente se quedó en el camino". Siendo un buen amigo de Clarkson, Sanders decidió tomar la iniciativa de enviar la canción con algunas otras canciones al cantante.
Según Clarkson, cuando escuchó la canción por primera vez en marzo de 2012, decidió dejarla en espera. Explicó: "Mi objetivo como cantante es capturar el sentimiento de una canción y expresar cuál es el sentimiento. Estoy en una relación y estoy súper feliz, y no creo que hubiera podido cantar esta canción ocho años". hace meses. El amor debe celebrarse, y esta es una gran descripción de dónde estoy en mi vida. Esta es una canción de patinaje en pareja, no una canción de patinaje". "Don't Rush" es una de las tres pistas nuevas (las otras dos son "Catch My Breath" y "People Like Us") que Clarkson grabó para su primer álbum de grandes éxitos, Greatest Hits – Chapter One. En una entrevista con Billboard, Clarkson expresó su entusiasmo por grabar la canción y dijo

La gente quería que lanzara algo específicamente para la radio country durante años, pero no quería lanzar algo que tuviera una guitarra de acero […] Quería lanzar algo de lo que estoy orgulloso, y nosotros por fin encontre esa cancion. Es mi tipo favorito de música country; es como la música country de los años 80 y 90, ese estilo retro, de dos pasos. Y estoy jodidamente emocionado de que Vince Gill cantara conmigo, así que gané porque es una de mis personas favoritas.

"Don't Rush" es el segundo sencillo country de Clarkson como acto principal y el cuarto en general. Su primer sencillo country en solitario fue la versión remix country de "Mr. Know It All". También es su cuarto dueto country con otros artistas. Primero colaboró con Reba McEntire en la versión country de 2007 de "Because of You", seguida de una colaboración con Jason Aldean en "Don't You Wanna Stay" y otro dueto con Blake Shelton en una canción titulada "There's a New Kid in Town". La canción se estrenó en la estación de radio WSIX-FM el 29 de octubre de 2012. Se puso a la venta en iTunes Store al día siguiente, el 30 de octubre de 2012, como el segundo sencillo del álbum. Recibió una respuesta inmediata de los fanáticos y una abrumadora demanda de las estaciones de radio luego de la interpretación de la canción de Clarkson en los Premios de la Asociación de Música Country el 1 de noviembre de 2012. La canción fue enviada oficialmente a las estaciones de radio country el 15 de noviembre de 2012.

## Actuaciones en vivo y uso en los medios
Clarkson y Gill interpretaron la canción por primera vez en la 46ª Entrega Anual de los Premios de la Asociación de Música Country el 1 de noviembre de 2012. Su actuación obtuvo críticas positivas; Grady Smith de Entertainment Weekly lo consideró "ahumado, suave, conmovedor y discreto". Natalie Finn de E! señaló que su interpretación de "Don't Rush" recuerda a "Islands in the Stream", y dio la bienvenida a la incursión de Clarkson en la música country. Story Gilmore de Neon Limelight comentó: "Las dos estrellas deslumbraron simplemente cantando y cantando bien para su actuación. Kelly cantó impecablemente junto a Vince mientras el ícono del country tocaba su guitarra mientras agregaba voces suaves". El video musical que acompaña a la canción se compone de imágenes en vivo de los premios de la Asociación de Música Country que fueron dirigidas por Glenn Weiss. El 28 de febrero de 2013, Clarkson subió al escenario para interpretar el sencillo durante el concierto del Country Radio Seminar. Con una camiseta con el logotipo de Educación para la Resistencia al Abuso de Drogas, Jason Sellers se unió a ella y cantó la parte de Gill. Clarkson también interpretó la canción en los Premios de la Academia de Música Country el 7 de abril de 2013, nuevamente con Sellers cantando la parte de Gill.

## Lista de canciones
Descarga digital
| N.º | Título                        | Duración |  |
| 1.  | «Don't Rush» (con Vince Gill) | 4:02     |  |